# Fischbachau
Fischbachau ist eine Gemeinde und ein Pfarrdorf im oberbayerischen Landkreis Miesbach.

## Geographie

### Geographische Lage
Die Gemeinde liegt im weitläufigen Tal der Leitzach auf einem Schwemmkegel am Ostrand des Leitzachtals und am Fuß des Breitensteins. Der Ort befindet sich 15 km südöstlich von Miesbach, 25 km südwestlich von Rosenheim, 32 km nordwestlich von Kufstein, 17 km von der Bundesautobahn 8 (Ausfahrt Irschenberg oder Bad Aibling) und 60 km von der Landeshauptstadt München entfernt. Der Haltepunkt Fischbachau an der Bahnstrecke Schliersee–Bayrischzell liegt im Gemeindeteil Hammer 2,5 km vom Ortskern entfernt. Es bestehen hauptsächlich Linienbusverbindungen von Hammer über Fischbachau und Wörnsmühl nach Miesbach und zurück. 900 Meter südlich des Ortskerns liegt der Wolfsee.

### Gemeindegliederung
Es gibt 123 Gemeindeteile:
- Die Pfarrdörfer:
Elbach und Fischbachau, das Kirchdorf Birkenstein
- Die Dörfer:
Ahrain, Aurach, Brunnfeld, Deisenried, Durham (mit Durhamer Berg), Dürnbach, Eben, Faistenau, Grandau, Greisbach, Hagnberg, Hammer, Hundham, Lehen, Marbach, Mühlau, Ried, Sandbichl, Schwarzenberg, Sonnenholz, Stauden und Wörnsmühl
- Die Weiler:
Achau, Aich, Bichl, Buchberg, Drachenthal, Effenstätt, Endstall, Gasteig, Grabenau, Kreit, Krugalm, Mühlkreit, Oppenried, Point, Sacher, Salmer, Schneider, Schreiern, Stocker, Stög, Streitwiese, Unterschönberg, Weißenbach und Winkl
- Die Einöden:
Achatswies, Aigenthal, Angermann, Auerbauer, Auerberg, Bach, Baderer, Brandstatt, Buch, Dürreneck, Engelsberg, Engelsried, Feilenberg, Frauenried, Fülling, Funk, Galling, Gern, Gerstenbrand, Glückstatt, Gmais, Gottenau, Graben, Granzer, Großhalmannseck, Großkirchberg, Grub, Grünberg, Hammerer, Hocheck, Höh, Holz, Hub, Kaltenbrunn, Kleinhalmannseck, Kleinkirchberg, Kogl, Koller, Kuhberg, Lammerhof, Lehenmühle, Maier, Mittelgschwend, Neuhäusler, Oberachau, Obergschwend, Öd, Oeder, Osten, Pötzing, Rank, Rettenbach, Roßruck, Schneeberg, Schnellsried, Schnitzenbaum, Schönberger, Sonnenleiten, Sonnenreuth, Stadl, Steingraben, Stipfing, Thalhäusler, Tiefenthal, Trach, Untergasteig, Untergrünberg, Untergschwend, Unteröd, Uslau, Vorderauerberg, Westengern, Westner und Wetzelsberg.

Es gibt die Gemarkungen Fischbachau, Hundham, Niklasreuth und Wörnsmühl.

### Natur
Die folgenden Schutzgebiete berühren das Gemeindegebiet:
- Fauna-Flora-Habitat-Gebiet Leitzachtal (8237-371)
- Vogelschutzgebiet (Vogelschutzrichtlinie der EU) Mangfallgebirge (8336-471)

Das Taferlmoos ist ein Hochmoor an der Gemeindegrenze nach Schliersee.

## Geschichte

### Bis zur Gemeindegründung
Erstmals wurde Fischbachau im Freisinger Traditionsbuch Liber commutationum et traditionum um 1078/1080 als Viscpachisowa erwähnt.
Ein von Gräfin Haziga von Diessen erst einige Jahre vorher in Bayrischzell gegründetes Benediktinerkloster wurde 1085 nach Fischbachau verlegt, übersiedelte aber bereits 1104 schon wieder auf den Petersberg bei Dachau. 1096 bis 1100 entstand dabei als Klosterkirche die heutige Pfarrkirche St. Martin. Sie war bis zur Säkularisation 1803 Propstei der Abtei Scheyern und ist die älteste romanische Basilika Oberbayerns.
Die politische Gemeinde Fischbachau entstand im Jahre 1811.

### Eingemeindungen
Im Zuge der Gebietsreform in Bayern wurden am 1. Januar 1976 die Gemeinden Hundham und Wörnsmühl eingegliedert. Die südlichen Gebietsteile der aufgelösten Gemeinde Niklasreuth kamen am 1. Mai 1978 hinzu.
Die Ortsteile Bärenschütz, Bemberg, Holzer, Lehen, Steinberg und Sulzgraben der früheren Gemeinde Wörnsmühl wurden zum 1. Mai 1978 an die Stadt Miesbach abgetreten.

### Einwohnerentwicklung
Zwischen 1988 und 2018 wuchs die Gemeinde von 4818 auf 5675 um 857 Einwohner bzw. um 17,8 %.

## Politik

### Gemeinderat
Die Kommunalwahlen in Bayern 2020 führten zu den folgenden Sitzverteilungen im Gemeinderat:
| Partei/Liste        | 2014 | 2020 |
| ------------------- | ---- | ---- |
| UWG                 | 7    | 8    |
| CSU                 | 6    | 5    |
| Freie Aktive Bürger | 5    | 4    |
| Grüne               | –    | 2    |
| Die Neue Liste      | 2    | 1    |
| SPD                 | –    | 0    |
| Gesamt              | 20   | 20   |

### Bürgermeister
Berufsmäßiger Erster Bürgermeister ist seit dem 22. März 2022 Stefan Deingruber (Christlich-Soziale Union in Bayern e. V.). Bei der Wahl am 13. März 2022 wurde er bei einer Wahlbeteiligung von 32,8 % mit 90,6 % der gültigen Stimmen gewählt.

### Wappen
| Wappen von Fischbachau | Blasonierung: „Durch einen silbernen Wellenbalken geteilt; oben gespalten, vorne fünfmal gespalten von Rot und Gold, hinten in Blau ein goldener Zickzackbalken; unten in Blau eine edelsteinbesetzte goldene Marienkrone.“ |
| Wappen von Fischbachau | Wappenbegründung: Der silberne Wellenbalken versinnbildlicht die Lage der Gemeinde im Leitzachtal. Die fünffache Spaltung von Rot und Gold und der goldene Zickzackbalken in Blau sind aus dem Klosterwappen von Scheyern übernommen, das mit diesen Heroldsbildern auf die Stifterin Haziga von Aragon, die Gemahlin des Pfalzgrafen Otto von Scheyern-Wittelsbach, (mehrfache Spaltung) und das Haus Scheyern-Wittelsbach (Zickzackbalken) hinweist. Im Gemeindewappen wird daran erinnert, dass die Gräfin Haziga 1085 in Fischbachau ein Kloster gründete, das später nach Scheyern verlegt wurde. Diese Verbindung bestand bis zur Säkularisation 1803, denn solange war Fischbachau Propstei und Klosterhofmark der Benediktinerabtei Scheyern. Die Marienkrone symbolisiert die viel besuchte Marienwallfahrt von Birkenstein, deren Aufblühen seit Beginn des 18. Jahrhunderts von den Fischbachauer Benediktinern der Abtei Scheyern gefördert wurde. Dieses Wappen wird seit 1987 geführt. |

## Religion
Ein berühmter Wallfahrtsort ist Birkenstein mit seiner Kapelle mit Freilichtaltar.

## Kultur und Sehenswürdigkeiten

### Baudenkmäler
- Fischbachau
  - St. Martins-Münster (Ende 11. Jahrhundert, um 1700 umgestaltet)
  - Friedhofskirche Mariä Schutz (1087 erbaut)
  - ehemalige Propstei
- Birkenstein
  - Wallfahrtskapelle (Freilichtaltar)

- Deisenried
  - Hofkapelle (Deisenried)
- Elbach
  - Pfarrkirche St. Andreas
  - Friedhofskirche Heilig Blut
- Dürnbach

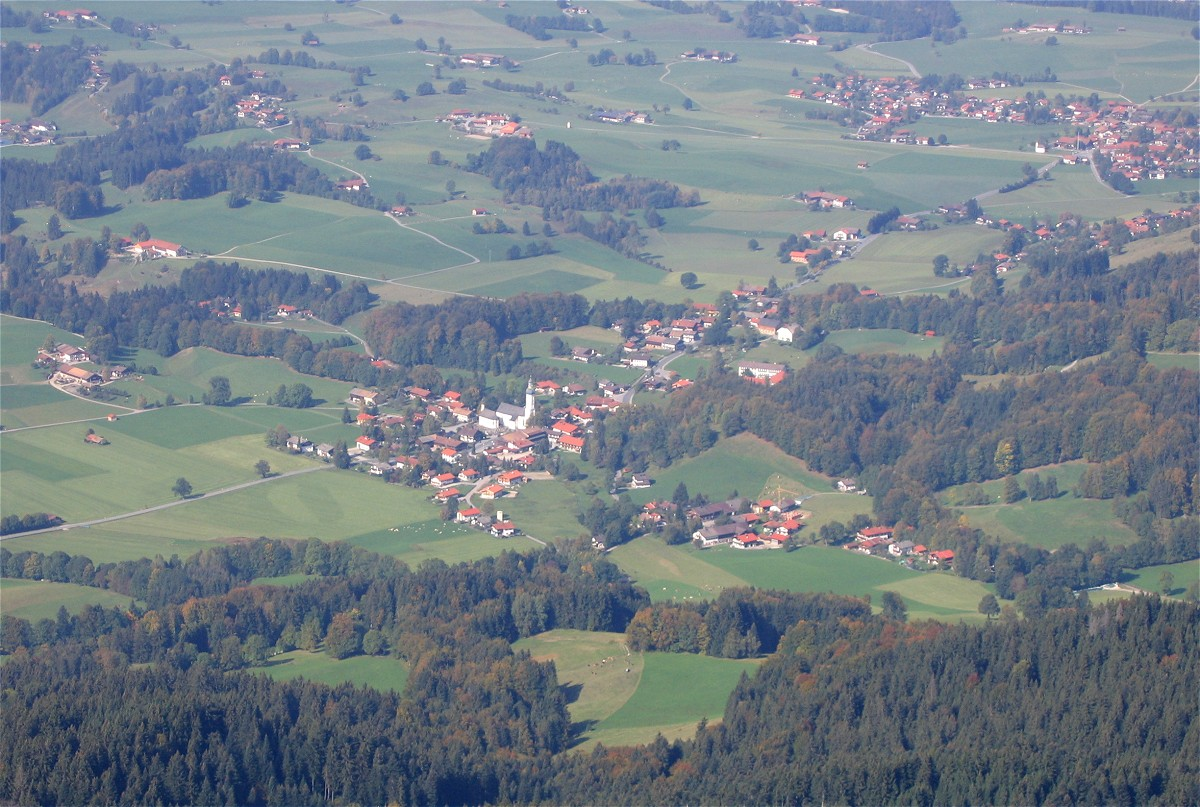
Blick vom Breitenstein auf Elbach

  - Pfarrhof (Anfang 16., Ausbau Anfang 19. Jahrhundert, spätgotische Hauskapelle Heilige Dreifaltigkeit)
  - Pfarrstadl (Bruchsteinbau, 2003 Renovierung und Umbau zum Pfarrheim)
- Hundham
  - Leonhardikapelle
- Wörnsmühl
  - Dreifaltigkeitskirche

### Bodendenkmäler

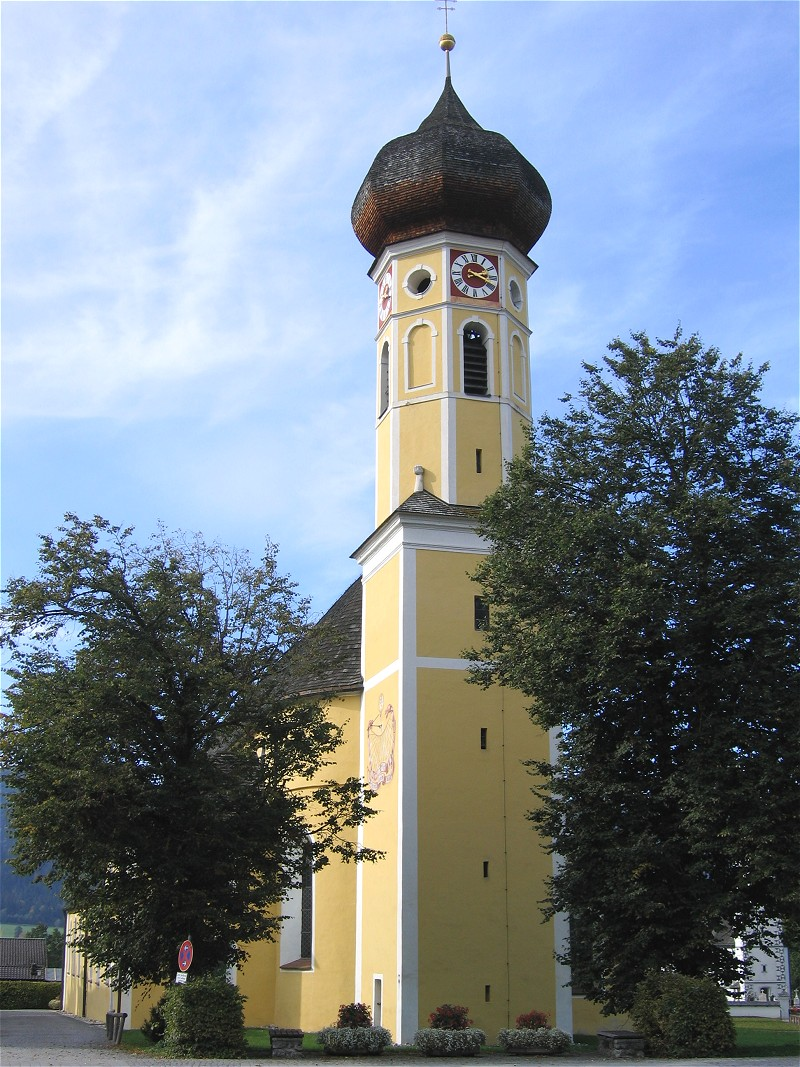
St. Martinsmünster
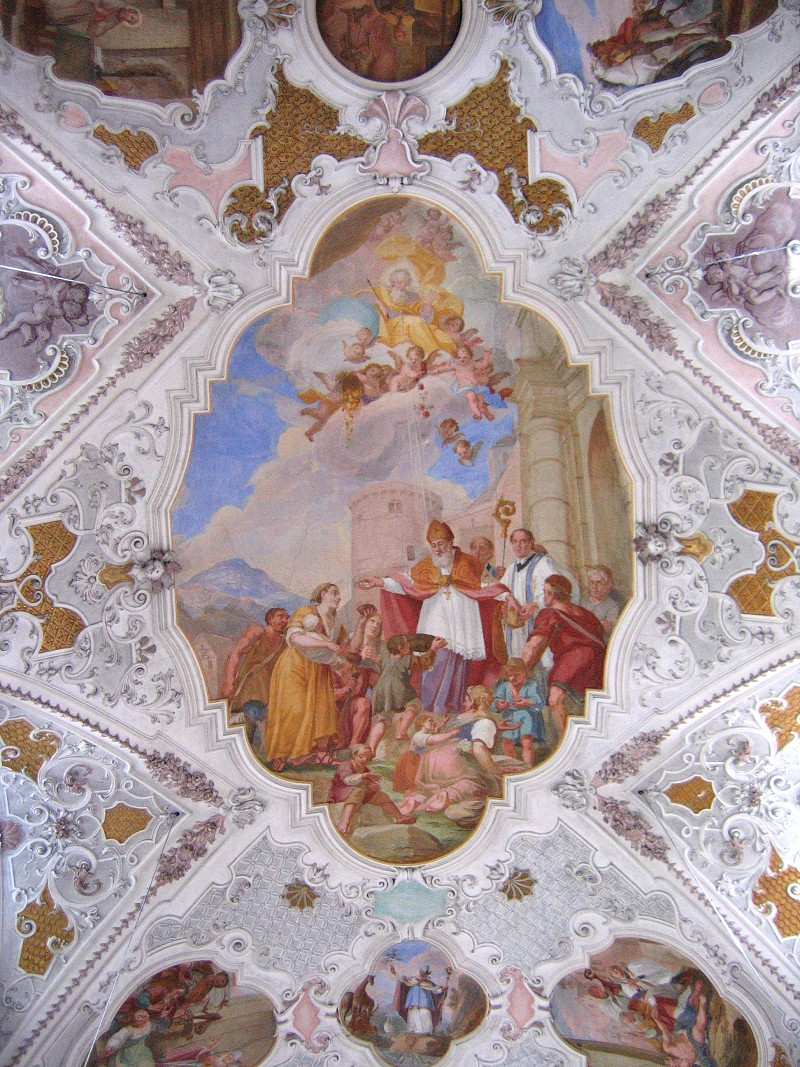
Deckenfresko im St. Martinsmünster
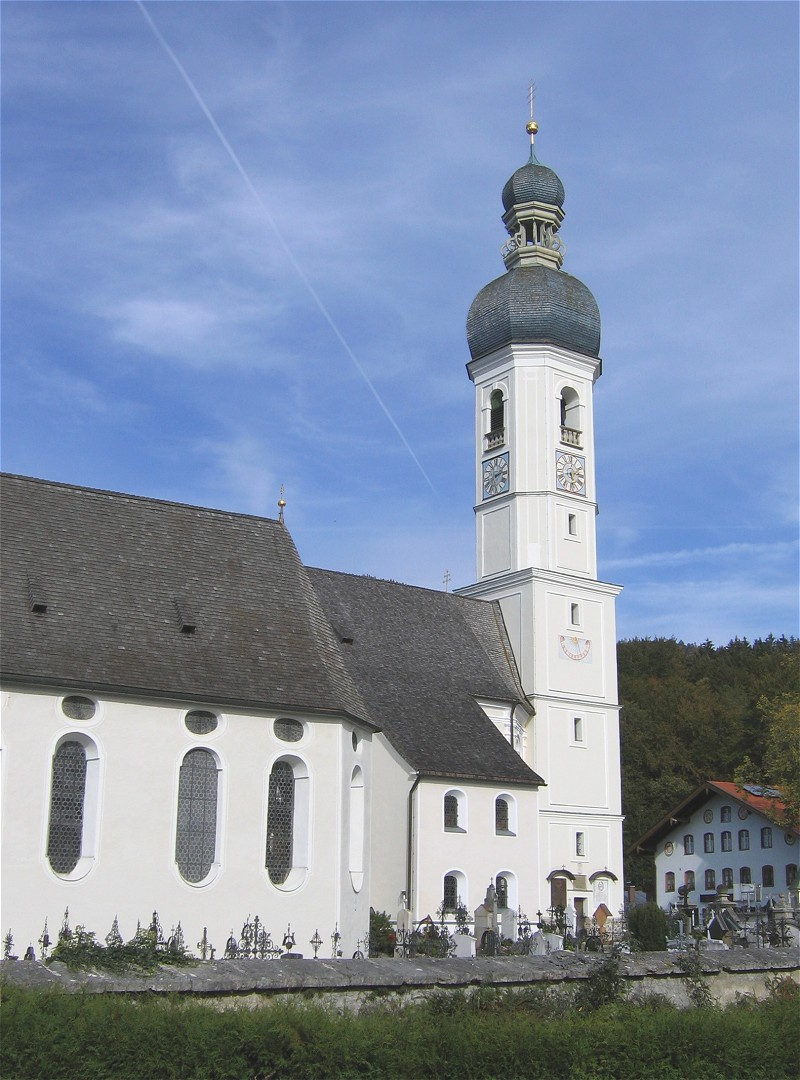
Pfarrkirche St. Andreas in Elbach
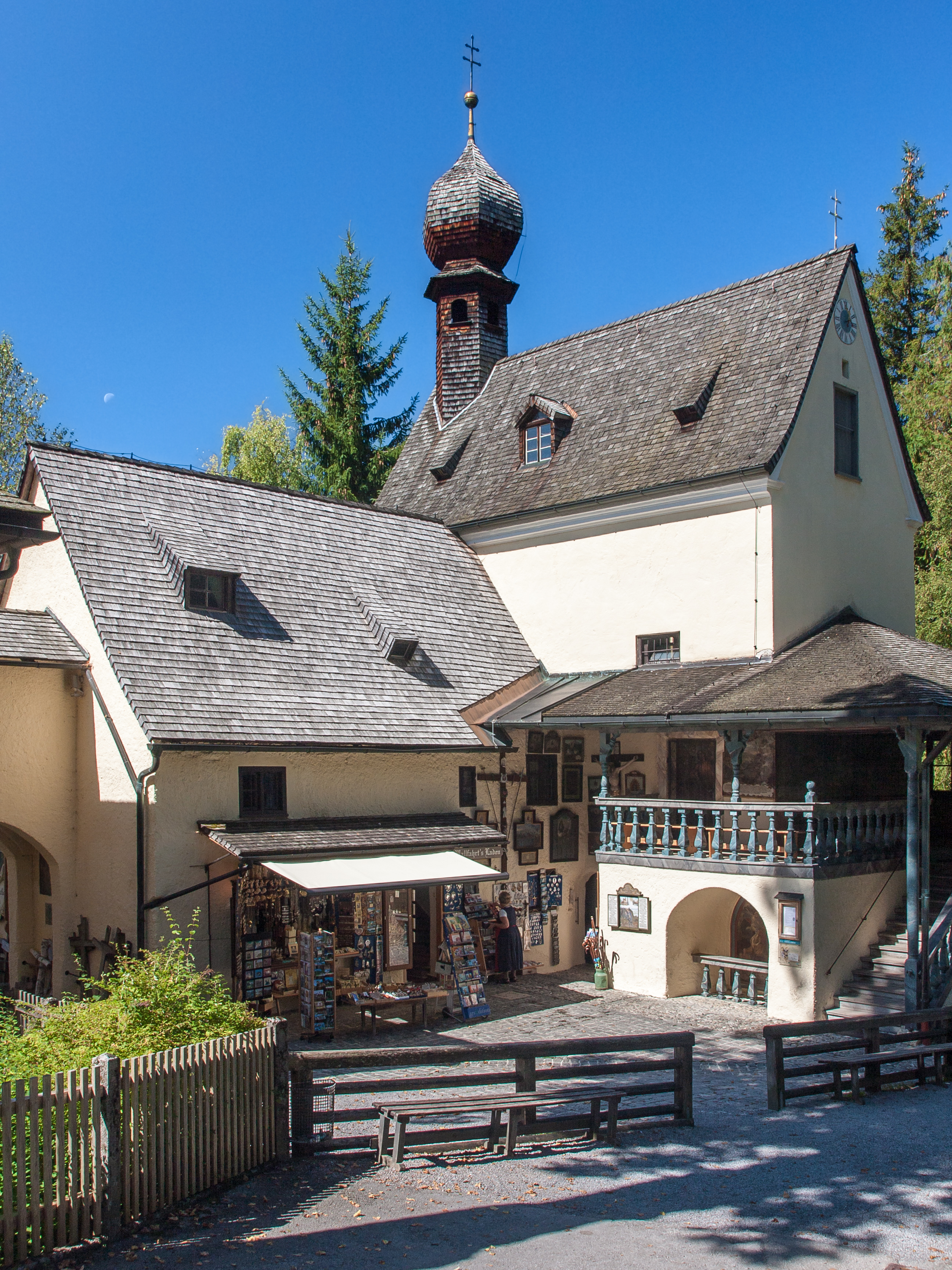
Wallfahrtskapelle Maria Himmelfahrt in Birkenstein

### Bekannte Musik- und Gesangsgruppen
| - Fischbachauer Sängerinnen - Fischbachauer Tanzlmusi - Roaner Sängerinnen - Duo Sontheim-Burda - Lindmair Dreigsang | - Fischbachauer Holzbläser - Wendlsteiner Musikanten - Musikkapelle Fischbachau - Birkensteiner Musikanten - Röpfl Dreig'sang |

## Wirtschaft und Infrastruktur

### Öffentliche Einrichtungen
Ehemaliges Richterheim (Jetzt: Tagungshotel Aurachhof)

### Verkehr

#### Öffentlicher Personennahverkehr
Der Haltepunkt Fischbachau an der Bahnstrecke Schliersee–Bayrischzell liegt im Gemeindeteil Hammer 2,5 km vom Ortskern entfernt. Die Strecke wird von der Bayerischen Regiobahn mit der Linie RB 55 von München nach Bayrischzell befahren. 
Es bestehen hauptsächlich Linienbusverbindungen von Hammer über Fischbachau und Wörnsmühl nach Miesbach und zurück.
Seit Mai 2024 hält der DAV BergBus (Linie 396) Richtung Hinterthiersee und Bahnhof München Ost in Fischbachau. Die Buslinie wird nur während der Sommersaison am Wochenende bedient und liegt komplett im Tarifgebiet des MVV.

#### Straßenverkehr
Fischbachau liegt südlich der Bundesautobahn 8 (Ausfahrt Irschenberg Nr.: 99 bzw. Bad Aibling Nr.: 100).
Die Bundesstraße 307 verläuft südlich der Gemeinde.
Die Staatsstraße 2077 verläuft durch den Ort.

#### Radverkehr
Fischbachau liegt am Bodensee-Königssee-Radweg, welcher in Lindau beginnt und zum Königssee bei Berchtesgaden führt.

## Persönlichkeiten

### In Fischbachau geboren
- Josef Grimm (1900–1945), römisch-katholischer Geistlicher, NS-Opfer
- Heide Ackermann (* 1943), Volks-, Fernseh- und Theaterschauspielerin
- Jakob Kreidl (* 1952), CSU-Politiker und ehem. Landrat des Landkreises Miesbach (2008–2014)
- Thekla Mayhoff (* 1957), bayrische Volksschauspielerin und Wirtin des Cafés Winklstüberl in Fischbachau

### Mit Fischbachau verbunden
- Eduard Stemplinger (1870–1964), Schriftsteller, starb in Elbach
- Fritz Müller-Partenkirchen (1875–1942), Schriftsteller, starb in Hundham
- Karl Höller (1907–1987), Komponist, verbrachte seinen Lebensabend in Faistenau
- Paul Schneider-Esleben (1915–2005), Architekt, lebte und starb auf seinem Gut in Fischbachau
- Heino Hallhuber (1927–2021), Tänzer, Choreograph und Schauspieler, lebte in Fischbachau
- Peter Bauer (* 1967), Snowboarder, lebt in Fischbachau
- Benny Lauth (* 1981), Fußballspieler, begann in Fischbachau mit dem Vereinsfußballspielen